# Sankei-en

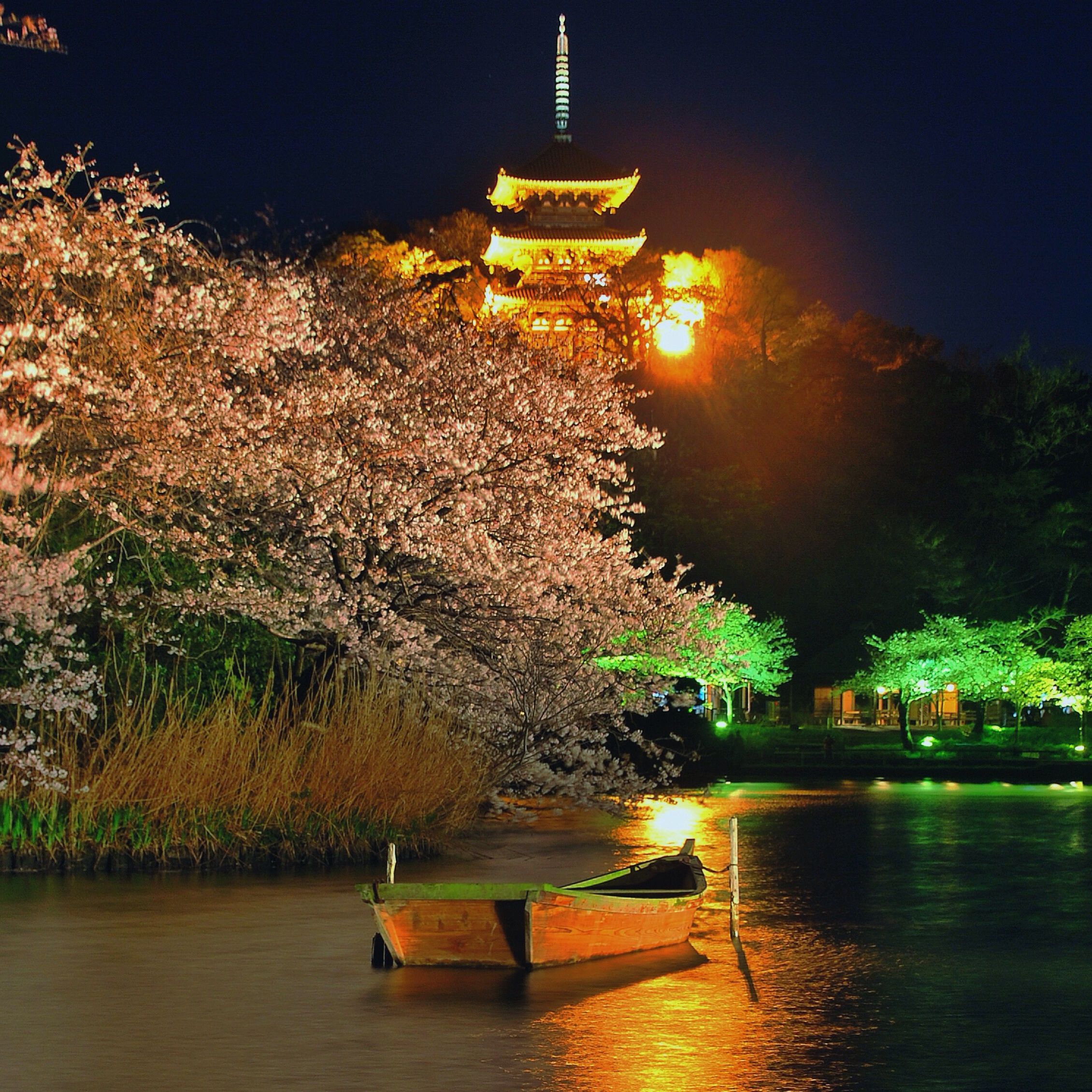
La pagoda a tre piani in notturna.

Sankei-en (三溪園?, Giardino dei tre ruscelli) è un giardino tradizionale giapponese nel distretto di Naka, Yokohama, in Giappone, inaugurato nel 1906. Sankei-en venne disegnato e costruito da Tomitaro Hara (原富太郎?) (1868–1939), noto con lo pseudonimo di Sankei Hara, che era un commerciante di seta. Quai tutti gli edifici presenti nel giardino sono antichi e spostati dopo essere stati acquistati da Hara stesso in tutto il Giappone, e in particolare a Tokyo, Kyoto, Kamakura, Prefettura di Gifu e Prefettura di Wakayama. Dieci di essi sono stati dichiarati bene culturale importante, e tre Beni culturali tangibili del Giappone designatate dalla Città di Yokohama. Molto danneggiato durante la seconda guerra mondiale, nel 1953 il giardino fu donato alla città di Yokohama, che lo inglobò nella Fondazione Sankeien Hoshōkai (三溪園保勝会?, Sankeien Hoshōkai) e venne restaurato alle condizioni in cui si trovava prima della guerra.

## Caratteristiche

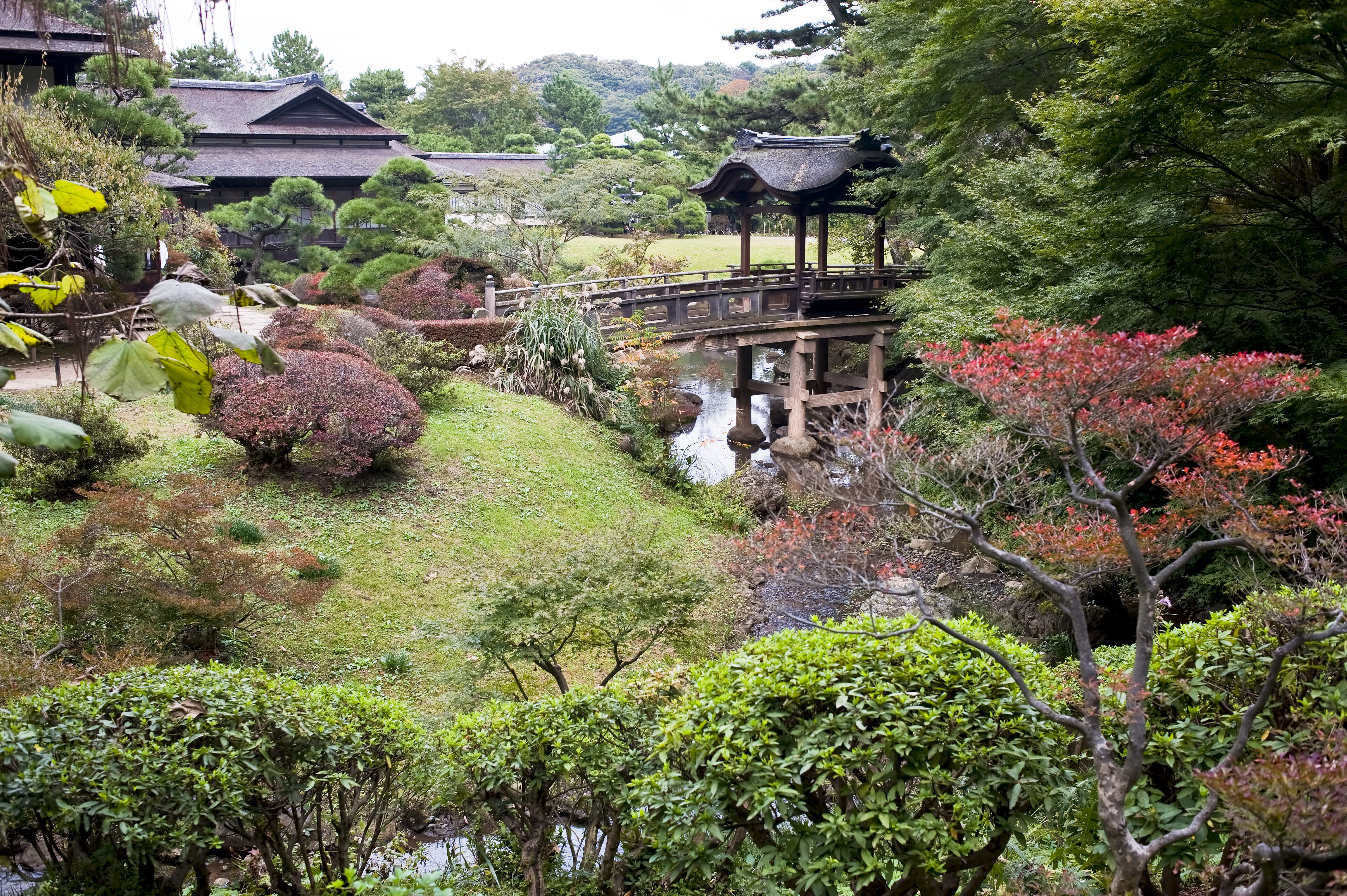
Il Rinshunkaku e il ponte Teisha

Sankei-en ha una superficie totale di 175.000 metri quadrati e presenta stagni, ruscelli e prati ondulati progettati dallo stesso Sankei Hara, oltre a molti edifici storici, come l'ex  Tōmyō-ji ex pagoda a tre piani (旧燈明寺三重塔?), originariamente costruita a Kyoto nel 1457 e trasferita nel 1914, e l'ex Palazzo Yanohara (旧矢箆原家住宅?), originariamente residenza privata della famiglia Yanohara.
I lavori del giardino iniziarono nel 1902 e terminarono nel 1908, due anni dopo l'apertura al pubblico. Durante la vita di Hara, il luogo divenne un punto di aggregazione per gli artisti del periodo Meiji. La seconda guerra mondiale causò gravi danni al giardino e agli edifici. Nel 1953 il giardino fu donato dalla famiglia Hara alla città di Yokohama, che creò la Fondazione Sankeien Hoshōkai per la sua riparazione e manutenzione. La Fondazione iniziò il restauro nel 1953 e, cinque anni dopo, il giardino tornò quasi alle sue condizioni originarie e venne riaperto al pubblico.
Il governo giapponese ha poi designato dieci strutture presenti a Sankei-en come beni culturali importanti, mentre altre tre sono proprietà culturali tangibili designate dalla città di Yokohama. Il giardino è famoso per i suoi fiori di ciliegio, di ume e per le foglie che cambiano colore in autunno.

### Kakushokaku
Accanto all'ingresso, il Kakushōkaku (鶴翔閣?) era anticamente la residenza privata della famiglia Hara. Oggi può essere preso in affitto e utilizzato per riunioni e feste. È uno dei tre edifici del giardino designati come beni culturali tangibili dalla città di Yokohama. Solo durante l'estate, il Kakushōkaku è aperto al pubblico.

### Memoriale Sankei
Situato subito dopo il Kakushōkaku, il Memoriale Sankei (三溪記念館?, Sankei Kinenkan) è stato costruito per presentare al pubblico il giardino e il suo creatore attraverso mostre, immagini e opere d'arte. Nativo della prefettura di Gifu, Hara era il figlio maggiore del capo del villaggio di Yanaizuchō. Fin dall'infanzia fu attratto dalle belle arti, che studiò assieme alla sinologia e alla poesia, iniziando infine gli studi formali nel 1885 in quella che oggi è la Università di Waseda a Tokyo. Dopo la laurea, divenne insegnante presso la Scuola per ragazze Atomi. Nato con il cognome di Aoki, lo cambiò in seguito dopo aver sposato una delle sue studentesse ed essere stato adottato dalla famiglia della moglie. Divenne il capo dell'attività commerciale di famiglia e ebbe molto successo. Dopo essersi trasferito nell'attuale posizione di Sankei-en a Honmoku, iniziò a collezionare vecchi edifici, facendoli smontare e ricostruire nel suo giardino. Decise quindi di aprire gratuitamente il giardino al pubblico nel 1906.

### Giardino esterno

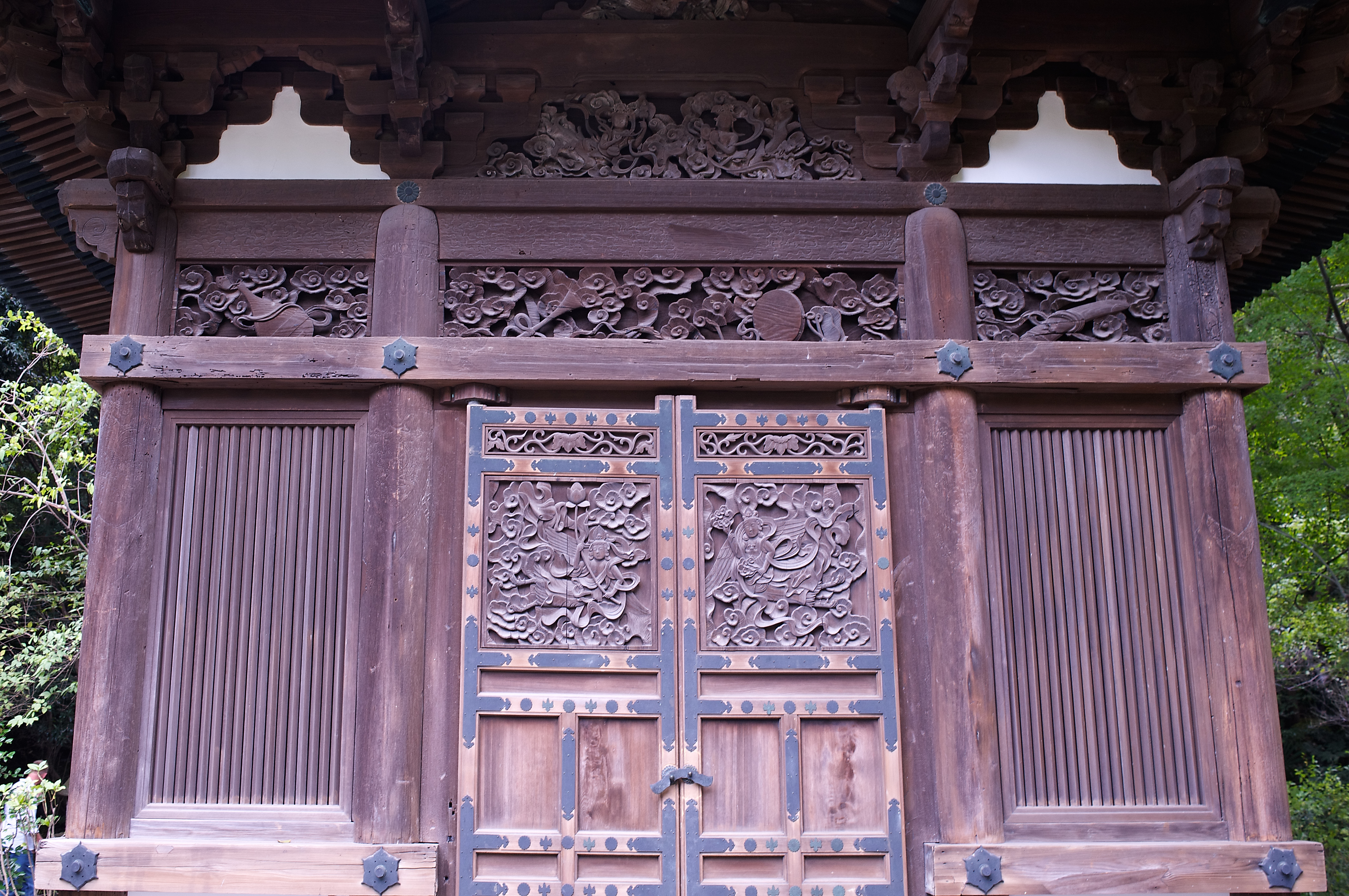
L'ex Jutō Ōidō di Tenzui-ji

Il giardino esterno, ovvero l'area adiacente allo stagno principale, fu la prima parte del giardino ad essere aperta al pubblico nel 1906. Gli edifici che contiene sono l'ex pagoda a tre piani Tōmyō-ji, una sala da tè chiamata Rindō-an (林洞庵?), una capanna da tè chiamata Yokobue-an (横笛庵?), l'ex butsuden Tōkei-ji (旧東慶寺仏殿?, Kyū-Tōkei-ji butsuden)di Tōkei-ji e ex hon-dō di Tōmyō-ji (旧燈明寺本堂?, Kyū-Tōmyō-ji hon-dō) di Tōmyō-ji .
L'ex sala principale di Tōmyō-ji (bene culturale importante) venne portata qui da Kyoto ed è un esempio di architettura del periodo Muromachi (1336–1557). Acquistata nel 1988, è stata completamente restaurata con un intenso lavoro di restauro e ricostruzione durato cinque anni.
L'ex pagoda a tre piani di Tōmyō-ji (bene culturale importante) è visibile da qualsiasi punto del giardino e ne è il simbolo. Fu trasferita a Sankei-en nel 1914.
L'ex butsuden (bene culturale importante) di Tōkei-ji era la sala principale di un tempio Zen Rinzai a Kamakura. La sua struttura e il nome sono tipici di quella setta religiosa. Fu acquistata e trasferita a Sankei-en nel 1907.

#### Ex casa Yanohara
L' ex Palazzo Yanohara (旧矢箆原家住宅?, Kyū-Yanohara-ke Shūtaku) (bene culturale importante) era la residenza privata di una famiglia benestante del periodo Edo (1603–1868), gli Yanohara. È l'unico edificio il cui interno è aperto al pubblico tutto l'anno. Venne portato qui da Shirakawago, nella prefettura di Gifu, un'area elencata tra i siti Patrimonio dell'umanità. La casa contiene il focolare originale, il bagno e la cucina utilizzati dagli Yanohara. Il secondo piano ospita una mostra di articoli popolari giapponesi.

### Giardino interno
Il giardino interno, a nord del grande stagno, è stato aperto al pubblico nel 1958 e fino ad allora era il giardino privato della famiglia Hara. I suoi edifici sono la Porta Gomon (御門?)  (proprietà culturale tangibile), il Hakuun-tei (白雲邸?) (proprietà culturale tangibile), il Rinshunkaku (臨春閣?), l'ex Jutō Ōidō di Tenzui-ji (旧天瑞寺寿塔覆堂?, Kyū-Tenzui-ji Jutō Ōidō)) di Tenzui-ji, il Shunsōro (春草廬?), il Kinmokutsu (金毛窟?), il Gekkaden (月華殿?), il Tenju-in (天授院?), il Chōshūkaku (聴秋閣?) e il Renge-in. Solo durante l'estate il Rinshunkaku e l'Hakuun-tei sono aperti al pubblico.
Di particolare pregio è il Rinshunkaku (bene culturale importante), già appartenente alla Casa Kii di Tokugawa. Viene spesso paragonato in bellezza alla famosa villa imperiale di Katsura a Kyoto. Originariamente residenza estiva di Tokugawa Yorinobu, il primo capo della Casa Kii, si trovava a Iwade, nella prefettura di Wakayama. Acquistato da Hara nel 1906, fu ricostruito in un periodo di tre anni tra il 1915 e il 1917. Diviso in tre sezioni, è stato decorato dai famosi artisti Kanō Tanyū e Kanō Yasunobu. Le traverse tra i padiglioni sono decorate con onde scolpite (primo padiglione) e carta speciale contenente poesie (secondo padiglione). Lo specchio del terzo padiglione è decorato con veri strumenti gagaku come shō e flauti.
Il Gekkaden (bene culturale importante) fu costruito nel 1603 da Ieyasu, il primo shōgun Tokugawa all'interno del castello Fushimi di Kyoto. Fu acquistato nel 1918 insieme agli Shunsōro e trasferito a Sankei-en. Hara lo collegò quindi a un padiglione da lui costruito, il Kinmokutsu. I dipinti sulle divisioni delle stanze sono attribuiti all'artista del periodo Momoyama Kaihō Yūshō. Il Gekkaden può essere affittato dal pubblico.
Il Tenju-in (bene culturale importante) era originariamente un Jizō-dō a Kita-Kamakura vicino al grande tempio Zen Kenchō-ji e fu acquistato nel 1916. Tenju-in era il Jibutsu-dō (持仏堂?) di Hara, il tempio che custodiva i suoi dei tutelari.
L'ex Jutō Ōi-dō (bene culturale importante) di Tenzui-ji fu costruito nel 1591 da Toyotomi Hideyoshi come luogo di riposo per sua madre, ed è uno dei pochi edifici esistenti a lui attribuibili con certezza.
La costruzione del Chōshūkaku (bene culturale importante) è tradizionalmente attribuita a Iemitsu, terzo degli shōgun Tokugawa. Il padiglione è aperto al pubblico in primavera e a novembre per la tradizionale visione dei colori autunnali.
La Shunsōro (bene culturale importante) è una sala da tè che si ritiene sia stata costruita per Oda Urakusai, fratello del più famoso Oda Nobunaga. Urakusai era un noto praticante della cerimonia del tè.

## Galleria d'immagini

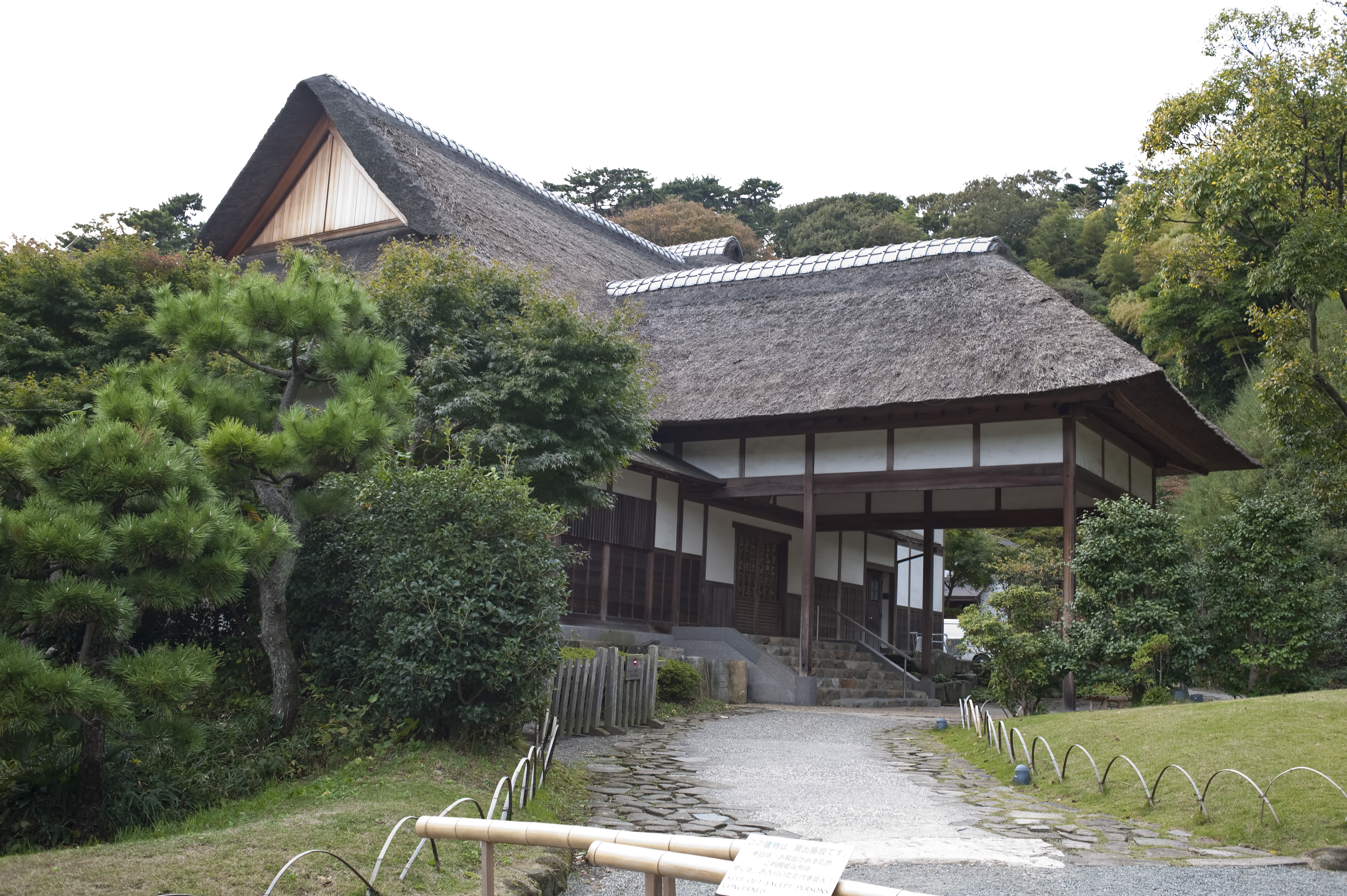
Il Kakushokaku
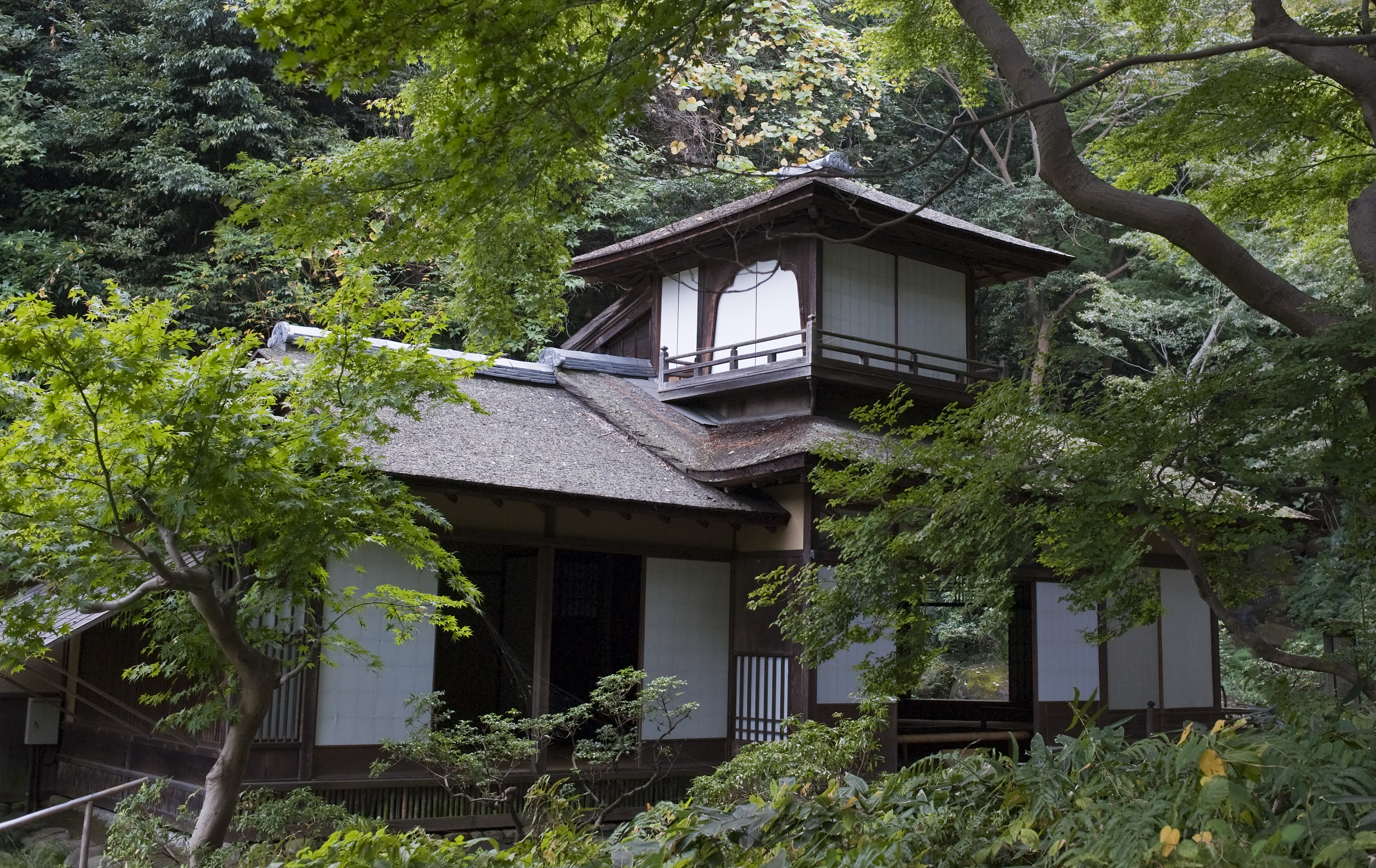
Il Chōshūkaku
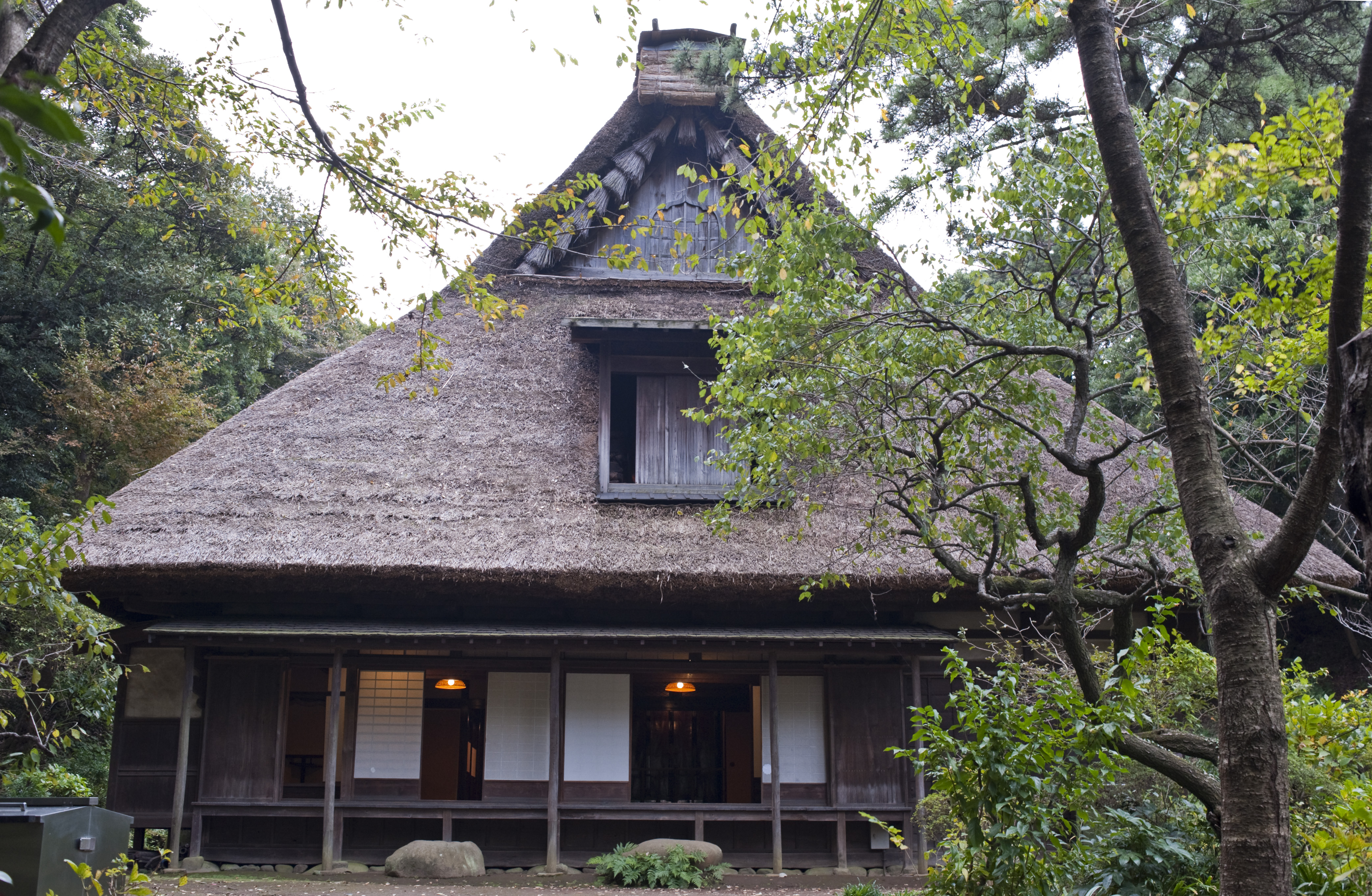
L'antico palazzo Yanohara
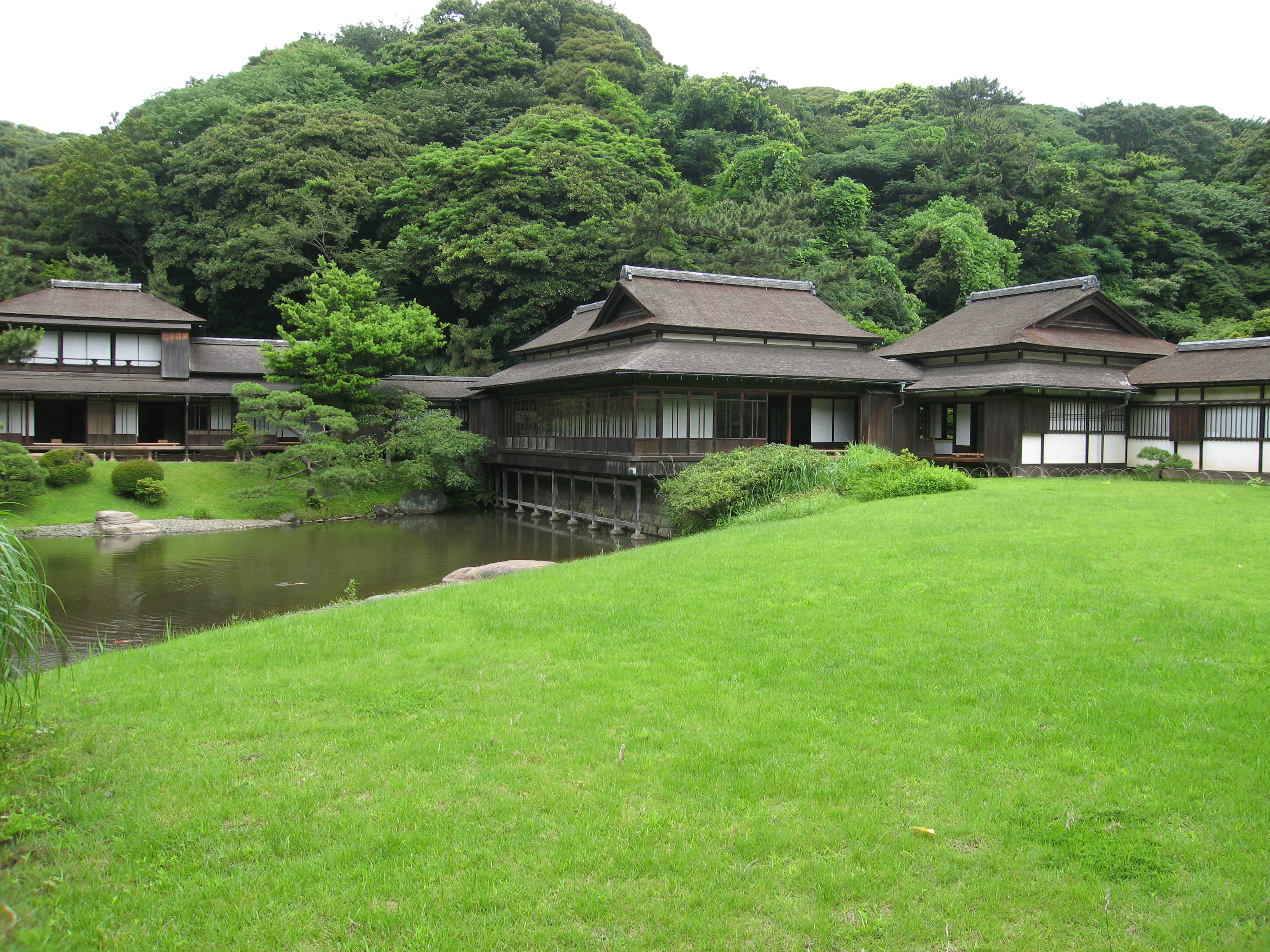
Rinshunkaku
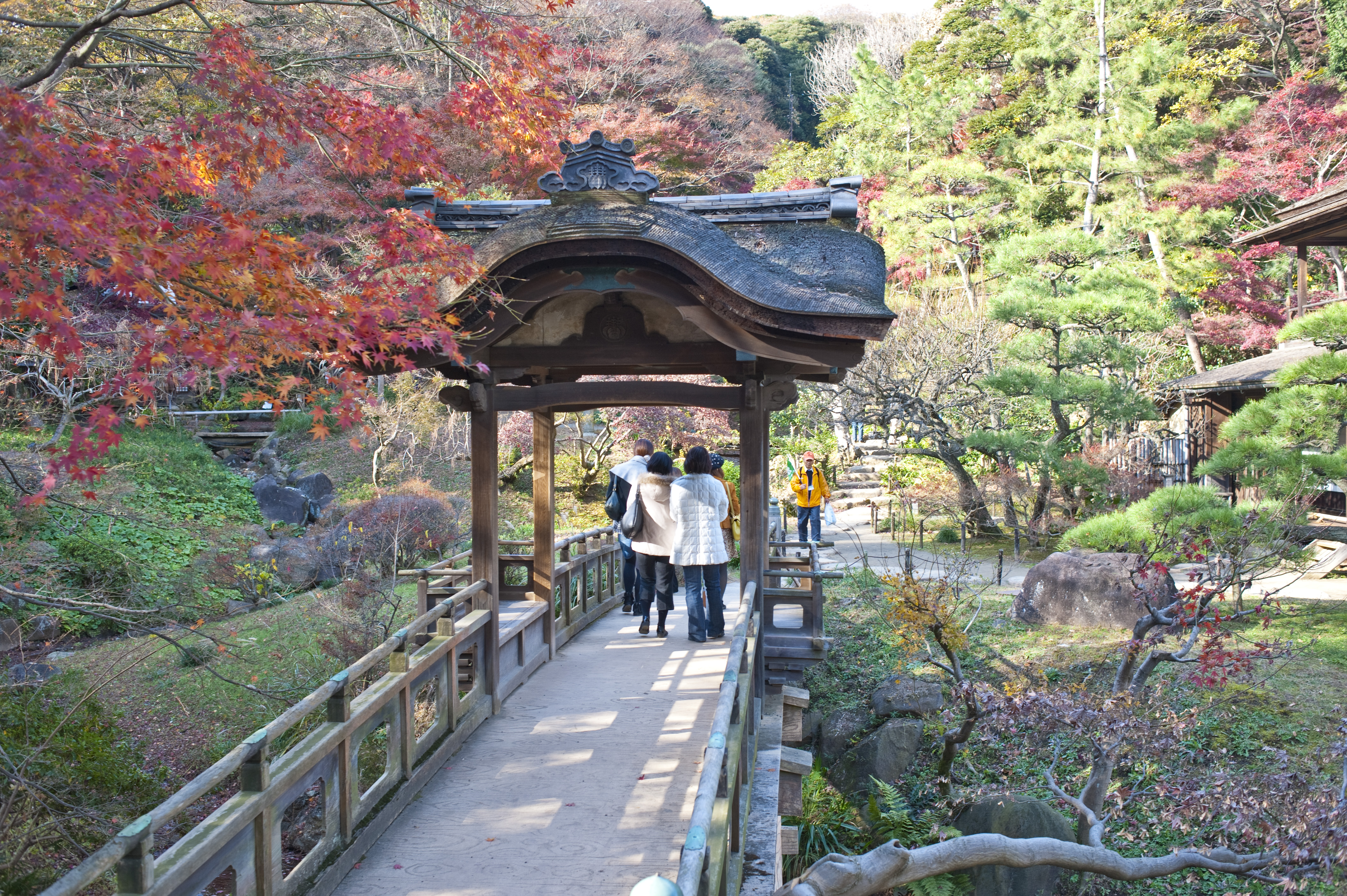
Caduta delle foglie autunnale
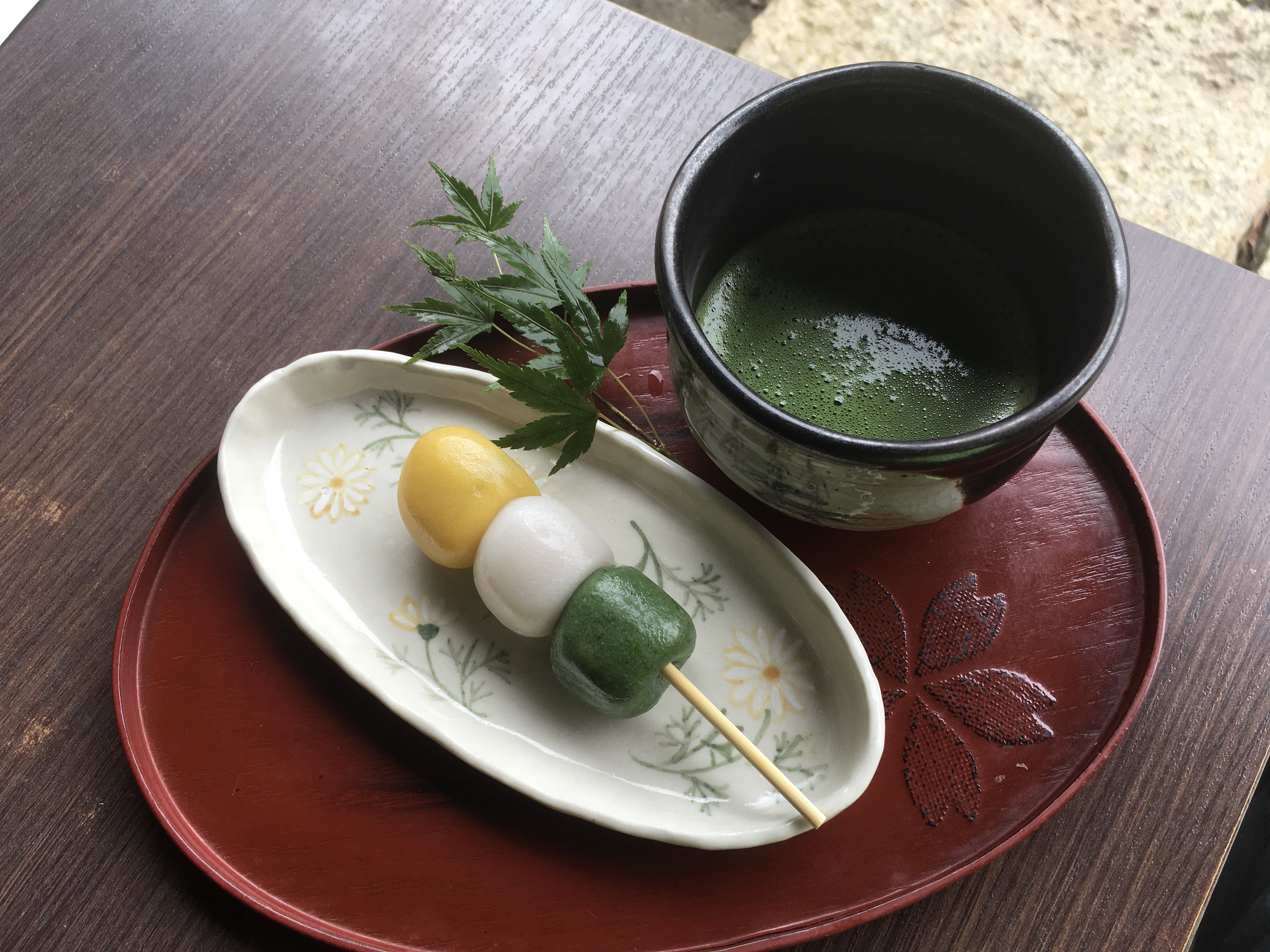
Matcha e dango
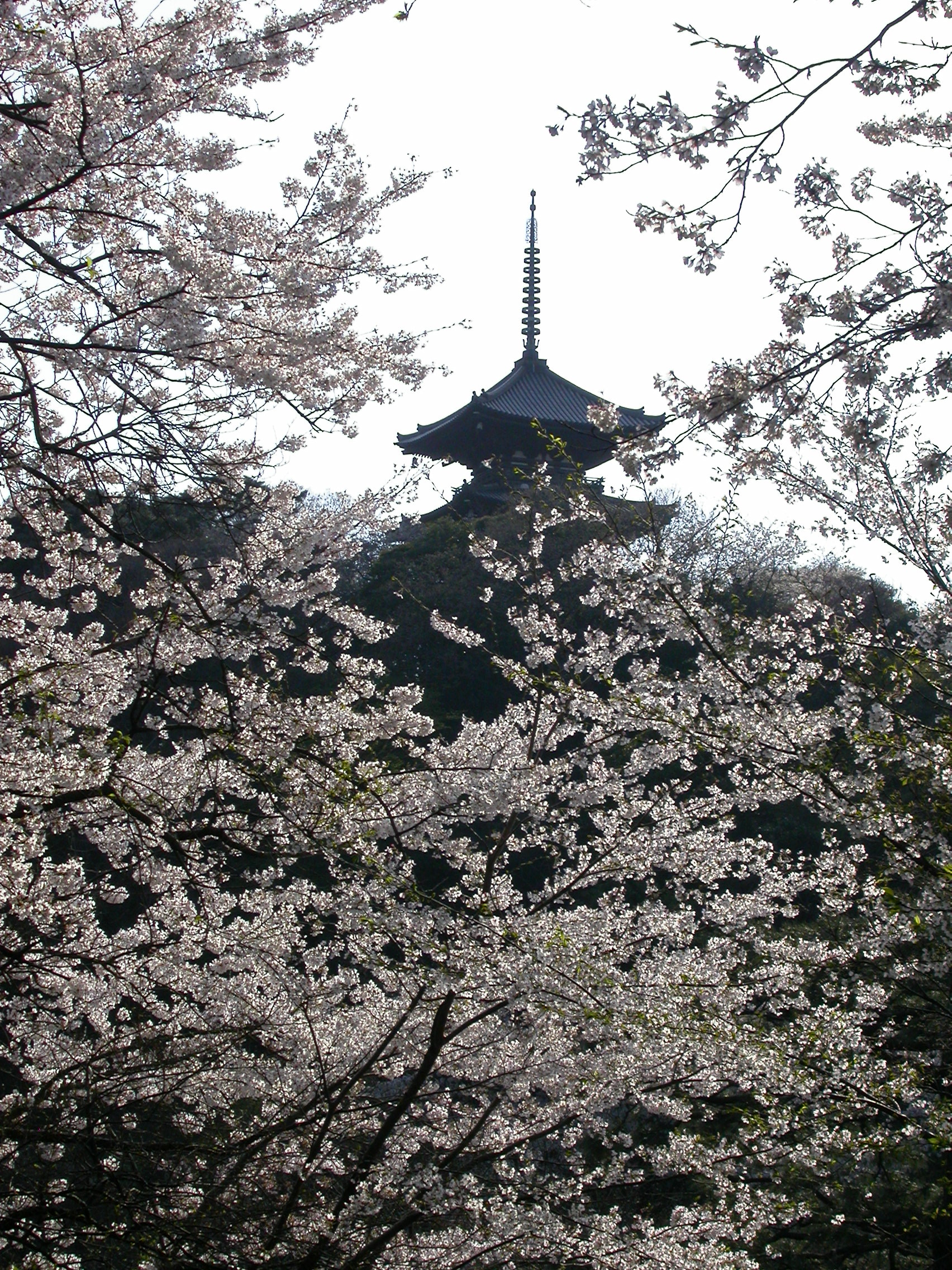
La pagoda in primavera
- Scene del giardino nella tarda estate del 2021